# Ramiro Ruiz Rodríguez
Ramiro Ruíz Rodríguez (Monteros,Tucumán 21 de marzo de 2000) es un futbolista argentino que juega como delantero en Atlético Tucumán de la Primera División de Argentina.

## Trayectoria

### Club Atlético Tucumán
Ruíz Rodríguez hizo su debut profesional con Atlético Tucumán en un empate 2-2 contra Lanús el 23 de febrero de 2020. Marcó su primer gol profesional contra Racing Club de Avellaneda el 1 de noviembre de 2020.

## Clubes
| Club                        | País      | Año           |
| --------------------------- | --------- | ------------- |
| Atlético Tucumán            | Argentina | 2020-presente |
| Talleres (Córdoba) (Cedido) | Argentina | 2024          |